# Longicollum alemniscus
Longicollum alemniscus är en hakmaskart som först beskrevs av Hiroshi Harada 1935.  Longicollum alemniscus ingår i släktet Longicollum och familjen Pomphorhynchidae. Inga underarter finns listade i Catalogue of Life.